# Edgar Babayan
Edgar Babayan (ur. 8 stycznia 1986 w Erywaniu) – zapaśnik pochodzenia ormiańskiego walczący w stylu klasycznym. Reprezentował początkowo Armenię, a od 2012 roku startuje jako Polak. Wicemistrz Europy seniorów (2016), brązowy medalista Uniwersjady (2005). Siedmiokrotny mistrz Polski od 2015 do 2021 pod rząd

## Życiorys

### Armenia
Babayan uprawia zapasy od 1995 roku. Początkowo reprezentował Armenię. W barwach tego kraju startował na arenie międzynarodowej w latach 2002−2008. W tym czasie zdobył brązowy medal Uniwersjady w 2005 roku w kategorii do 74 kg. Brał udział w zawodach mistrzowskich w kategoriach juniorskich − mistrzostwach Europy kadetów (7. w kategorii 58 kg w 2002 i 16. w kategorii 63 kg w 2003) i mistrzostwach światach juniorów (5. w kategorii 74 kg w 2005). W 2008 roku wziął także udział w mistrzostwach Europy seniorów, w których zajął 16. pozycję w kategorii 74 kg.

### Polska
W 2010 roku przeprowadził się do Polski, gdzie w 2012 roku otrzymał polskie obywatelstwo. Wkrótce po tym zadebiutował jako reprezentant Polski, startując w turniejach kwalifikacyjnych do Letnich Igrzysk Olimpijskich 2012, gdzie dwukrotnie był bliski wywalczenia kwalifikacji na igrzyska, jednak ostatecznie mu się to nie udało. W 2015 roku zdobył mistrzostwo Polski w kategorii do 75 kg. W 2016 roku zdobył wicemistrzostwo Europy seniorów w kategorii do 80 kg. W 2017 roku zdobył złoty medal w kategorii 80 kg w Międzynarodowym Turnieju Zapaśniczym Thor Master. Brązowy medalista Memoriału Władysława Pytlasińskiego w kategorii 77 kg (2019). W 2019 roku zdobył tytuł Mistrza Polski w kategorii 82 kg. Od 2010 roku jest reprezentantem Sobieskiego Poznań.